# Psicoterapia con la procedura immaginativa
La psicoterapia con la procedura immaginativa è una forma di psicoterapia che utilizza le immagini mentali ed il rapporto umano che si crea tra l'analista ed il paziente per curare la sofferenza di natura psicologica, psicosomatica ed esistenziale (ad es. originata da una realtà dolorosa). Secondo questa metodologia, le emozioni, i desideri, i bisogni, legati alle immagini mentali sono una inesauribile risorsa di energia fatta emergere, riconosciuta, organizzata ed incanalata, in terapia consiliare o in psicoterapia in base al quadro clinico. Oltre alle strutture nevrotiche, i disturbi borderline di personalità, questa tecnica è stata applicata anche con strutture psicotiche. Storicamente originata dal Rêve-eveillé di Robert Desoille, è un metodo ad orientamento psicodinamico (Henry F. Ellemberger) che si colloca attualmente all'interno di un quadro di riferimento teorico neo-freudiano.

## Origine
La ricerca che avviò l'utilizzo delle immagini mentali in psicoterapia nasce nei primi anni venti del novecento alimentata con la scoperta del subcosciente (Sigmund Freud) e della sua concettualizzazione (Pierre Janet), dagli studi sulle categorizzazioni diagnostiche di Hermann Rorschach, dal sorgere della psicologia sperimentale di Alfred Binet e dell'eugenetica di Francis Galton. In quel clima di positivismo scientifico un ingegnere, Robert Desoille, iniziò l'esplorazione della psiche di soggetti “normali” attraverso l'impiego delle immagini simboliche archetipiche, sperimentandone la funzione ed osservandone gli effetti. A partire da questi studi si rivolse all'esplorazione del “subconscio” per sviluppare le potenzialità inespresse della personalità. Il suo lavoro fu scientificamente accreditato nel 1931 sulla rivista "Action et Pensée" dallo psicoanalista Charles Baudouin e si codificò nel metodo psicoterapeutico del Rêve-Eveillé Dirigé (letteralmente sogno guidato da svegli). Alla morte di Robert Desoille nel 1968, i suoi allievi ne continuano il lavoro e fondano a Parigi il Groupe International du Rêve-Eveillé en Psychanalyse, Parigi (G.I.R.E.P, Parigi, 1987) che riunisce oggi psicoterapeuti di tutto il mondo.

## Diffusione in Italia
È a partire dal 1960 che nasce in Italia l'interesse per il Rêve-Eveillé. Poco conosciuto nella sua unitarietà di metodo psicoterapeutico ne furono però utilizzate in diverso modi le funzioni. Compare infatti nella "psicoterapia breve" di André Arthus e Jacques Delattre, nell'"ipnoanalisi", nella "psicosintesi" di Roberto Assagioli, nella "oniroterapia" di Luigi Peresson, nella "Tecnica immaginativa di analisi e ristrutturazione del profondo" I.T.P. di L.Rigo, nella "analisi fantasmatica" di Myriam Fusini-Doddoli, nella Analisi immaginativa di Cremona. In quegli anni i veri fautori dell'approdo del metodo del Rêve-Eveillé di Robert Desoille in Italia sono Myrta Secco-Bellatti, Richard Bevand e Myriam Fusini-Doddoli. Appartenenti al G.I.R.E.P di Parigi con il loro lavoro presentarono e diffusero il metodo nella sua interezza nell'ambiente accademico e scientifico in Italia ed in Svizzera.
Nel successivo decennio (1970) il lavoro teorico-clinico di un altro ricercatore, Renzo Rocca, anch'esso cresciuto nel gruppo parigino, in collaborazione con Giorgio Stendoro (U.S.A), sviluppa il pensiero sul Rêve-Eveillé in modo originale ed innovativo, integrando nella metodologia di Robert Desoille i contributi di teorie già universalmente acquisite (dei rapporti oggettuali, della fenomenologia, della psicologia del Sé e della Psicologia dell’Io), con principi di sociologia (Erich Fromm e Karen Horney), di antropologia culturale (Émile Durkheim, Margaret Mead e Gilbert Durand). La tecnica che ne scaturisce, fedele all'origine ma di fatto innovativa, nel 1983 si struttura in una scuola di pensiero autonoma la cui scientificità viene riconosciuta dal Ministero dell'Istruzione, dell'Università e della Ricerca (MIUR) come Scuola di specializzazione in psicoterapia con la procedura immaginativa.

## La procedura immaginativa
Per inquadrare il lavoro terapeutico che l'utilizzo delle immagini mentali consente, dobbiamo risalire alla definizione di immaginario, punto di partenza della ricerca teorico-metodologica dei capiscuola Renzo Rocca e Giorgio Stendoro negli anni settanta. L'"Immaginario inteso come struttura mentale", in parte innata e geneticamente determinata, in parte acquisita e derivata dalla fisiologica attività cerebrale si compone e si elabora nel corso dell'intera esistenza attraverso apposizione di immagini. La psiche per comprendere, elaborare, integrare e trasformare l'esperienze origina dei simboli, intesi come immagini impregnate di energia emotivo-istintiva (emozioni, desideri, bisogni ecc.) soggettivamente rappresentative del vissuto cui si riferiscono (vissuto ƒ emozione-sensazione-sentimento-> immagine).
Queste immagini, simbolo di ciò che è stato, vengono immagazzinate stratificandosi progressivamente nel tempo, dall'antico al recente e si correlano ulteriormente tra loro con nessi e legami associativi, attraverso elaborazioni, trasformazioni, armonizzazioni, in perenne divenire, componendo una struttura mentale che definiamo Immaginario: “si pensava fosse un piano è in realtà un volume" (Renzo Rocca). L'immaginario si configura come un reticolo di energia legata a rappresentazioni simboliche di una storia individuale, collettiva e di specie. In questa concezione la disarmonia, il blocco, l'immobilità ripetitiva di certe immagini o di intere aree (zone ombra) dell'Immaginario, inaccessibili e/o immodificabili dal fisiologico movimento trasformativo elaborativo della psiche, riflettono i traumi evolutivi, i conflitti irrisolti, gli scacchi subiti dalle risorse adattive-difensive dell'individuo nel corso della sua intera esistenza.
Le radici del concetto di Immaginario così delineato si rifanno agli studi antropologici di Gregory Bateson, alla tradizione di studi strutturalisti (Gilbert Durand), alla filosofia dell'immaginario di Gaston Bachelard, alla teoria del simbolismo (Sigmund Freud, Melanie Klein, Donald Winnicott, Wilfred Bion, Donald Meltzer) e alla teoria degli Archetipi (Carl Gustav Jung, Robert Desoille, Erich Neumann), alla Antropologia Strutturale (Claude Lévi-Strauss).
Così definita la struttura dell'immaginario si distingue dall'attività di produzione delle immagini mentali che avviene in differenti livelli di coscienza nella veglia e nel sonno. Il sogno notturno, spontaneo e fisiologico, affiora dalla profondità del sonno REM alla coscienza saltuariamente, quando ne conserviamo il ricordo al risveglio, ma mantiene comunque a livello preconscio-inconscio l'equilibrio dinamico (omeostasi) della psiche nel corso dell'intera esistenza umana. Diversamente invece l'attività dell'immaginare, definita per la prima volta nel contesto scientifico della psicoterapia da Robert Desoille come Reve Eveillé, è un atto volontario e ritualizzato che avviene in un livello di coscienza intermedio tra veglia e sonno all'interno di un rapporto umano a finalità terapeutica.
La definizione di procedura immaginativa emerge successivamente dagli studi dei due capiscuola Renzo Rocca e Giorgio Stendoro a partire dal 1990, e si ispira concetto di “procedura di pensiero”, ovvero “le regole seguite dal pensiero nel procedere”, elaborato da Imre Hermann, allievo di Sándor Ferenczi (Scuola di Budapest).
Rocca e Stendoro elaborano il concetto di sogno da svegli arricchendo il vissuto esperienziale implicito in tale definizione con la dimensione del movimento progressivo ed evolutivo nel tempo, nello spazio e trasformativo nei contenuti. Con "procedura immaginativa" quindi s'intende il discorrere per immagini come il procedere in un racconto immaginario, coinvolgente e reale come un sogno, necessario alla cura della propria sofferenza secondo uno stile intimo personale ed originale di ogni essere umano, di contro Procedura Onirica definisce il sogno come un procedere del lavoro esperienziale, elaborativo, trasformativo e catartico della psiche con le immagini e allaccia il sonno alla veglia nel continuum funzionale che questa tecnica realizza.

## Funzione terapeutica della procedura immaginativa
La struttura dell'Immaginario, intesa quindi come reticolo di immagini in perenne divenire, spontaneamente si riflette nel sogno, ma emerge volontariamente nell'azione dell'immaginare evocata attraverso un rito concordato, ripetuto e condiviso dai due attori (terapeuta e paziente) all'interno di un progetto psicoterapeutico e/o esistenziale. Distinta dalla fantasticheria, (ricorso alle immagini in assenza di scopo e di intenti orientati ad un fine) la procedura immaginativa esplica la sua funzione (curativa, conoscitiva e trasformativa) nel mobilitare e mettere a disposizione dell'Io energie mentali (emozioni, sentimenti e desideri).

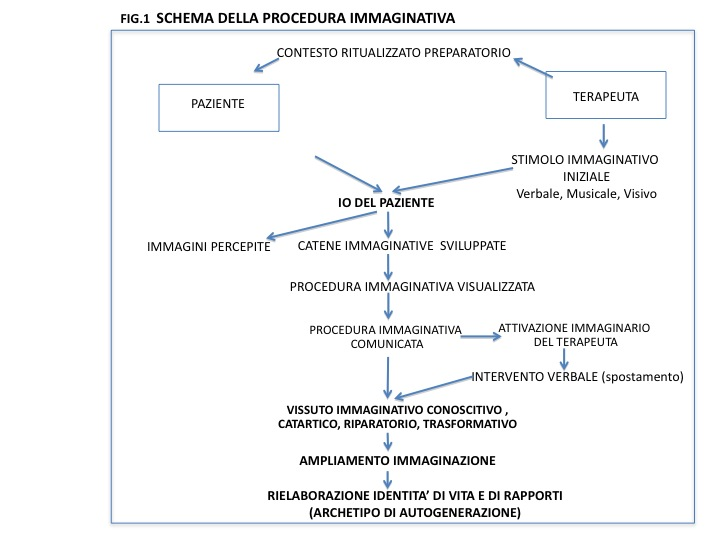
Schema della procedura immaginativa

 Dopo una fase preparatoria in posizione distesa e in rilassamento senso motorio (Johannes Heinrich Schultz), in risposta ad uno stimolo iniziale fornito dal terapeuta, il paziente, come in un film di cui è protagonista visualizza con gli occhi della mente una storia che comunicata come cronaca dal vivo viene trascritta in tempo reale dal terapeuta. Ne scaturiscono immagini ricche di vissuti affettivi, di esperienze e di ricordi, concatenate secondo uno stile personale di procedere via via più partecipe e spontaneo nel progredire della cura. Il verbalizzato del paziente nel contempo avvia un proprio vissuto per immagini nel terapeuta che trascrive. Questo immergersi a due ciascuno nel proprio personale universo simbolico metaforico realizza la possibilità per lo psicoterapeuta di interventi verbali, empatici, creativi e funzionali in tempo reale al procedere terapeutico definiti Spostamento.
Metodologicamente lo stimolo induttivo di partenza, definito Stimolo Immaginativo Iniziale varia oltre che nel contenuto anche nella sua natura sensoriale: più frequentemente acustico ma anche in forma verbale o musicale o visivo fornendo un'immagine ritratta o fotografata, ma anche olfattivo o tattile sebbene molto meno teorizzati ed utilizzati. 'Stimolo Immaginativo Iniziale' e 'Spostamento 'rispondono a criteri metodologici che tengono conto, oltre che delle caratteristiche personali e della struttura di base di personalità (René Diatkine, Jean Bergeret), anche dei progetti di vita del paziente, degli obiettivi terapeutici, della fase della terapia e della relazione in atto col terapeuta (Renzo Rocca e Giorgio Stendoro). Nella loro essenza di carica affettiva creativa e spontanea messa in atto dallo psicoterapeuta nel suo agire terapeutico ne riflettono la personalità, il carattere, il suo personale stile di fare terapia oltre al tipo di relazione in atto col paziente in quel particolare frangente del viaggio terapeutico.
Renzo Rocca scrive: “La Procedura Immaginativa, come punto di incontro dei desideri, delle potenzialità, dell'angosce e delle difese, opera senza soluzione di continuo, per tutta la vita ed appartiene all'esperienza dell'uomo, ed al concetto di "chi sono io"! L'immaginato nella sua motivazione-azione-elaborazione dell'azione non si trova nella nostra testa o nel nostro corpo, e non è solo la rappresentazione delle conoscenze emozionali personali, ma ha uno sfondo mitico, poetico, trascendentale, che costituisce e alimenta le radici essenziali della vita psichica di ogni essere umano. L'immaginario, come spazio offerto all'inconscio, è il luogo dove possono accadere le cose, e dove possono anche verificarsi i mutamenti e le qualità dell'esperienza, e dove avviene, inoltre, la fruizione dei fattori di mutamento sensibile.”

## La metodologia della procedura immaginativa
Per comprendere meglio le potenzialità terapeutiche e di sviluppo di aree inespresse della personalità che la metodologia della procedura immaginativa possiede dobbiamo considerare altri due momenti che funzionalmente la completano, alternandosi all'utilizzo dell'immaginario nel contesto privilegiato ed autentico di una relazione terapeutica (Relazione di Valori Funzionali).
L'Analisi comparata dell'immaginario volta alla decodificazione-chiarificazione dell'immaginato, amplia la conoscenza che il paziente ha di sé nel dialogo riflessivo con il terapeuta e favorisce mutamenti e trasformazioni in cui si esprime la dialettica in divenire conscio-inconscio: (Silvia Montefoschi).
L'analisi comparata della realtà realizza il confronto dialettico riflessivo reciprocamente coinvolgente su dinamiche e situazioni realistiche alla luce di nuove aperture di senso dischiuse dal lavoro terapeutico. La dimensione di orientamento e ri-orientamento esistenziale trova riscontro nello psichiatra californiano William Glasser (1971).